# メダリスト (つるの剛士の曲)
「メダリスト」は、つるの剛士の2枚目のシングル。2010年9月15日にポニーキャニオンから発売された。フジテレビ系で放送された『柔道世界選手権2010 東京』のテーマソングである。

## 解説
前作「夏のわすれもの feat.東京スカパラダイスオーケストラ/Love Letter」から3ヵ月後のシングル。通常盤と期間限定盤の2種形態での発売。前作同様、オフヴォーカルバージョンは収録されていない。
2010年8月3日にお台場合衆国2010にて行われた『柔道世界選手権2010』選手壮行会で初披露され、9月9日に代々木第一体育館にて行われた同大会開会式では、100人の津軽三味線奏者とのコラボレーションによって披露された。世界柔道選手権大会の開会式でテーマソングが披露されることは「きわめて異例」とされている。
つるのが初めて作詞を担当している。元々は別の歌詞があったが、「応援歌なので自分の言葉で歌いたい」と自らが書き直した。日本柔道界の金メダルがあと3個で100個に達するということから、「歌詞の中に“メダリスト”という言葉を3回入れた」と語っている。シングル発売より前の9月11日に、日本は100個目の金メダルを獲得した。
期間限定盤のジャケットおよびミュージックビデオオープニングの題字は、つるの自身のものである。
ミュージックビデオは日光江戸村で撮影された。つるのが浪人に扮した時代劇風の作品で、殺陣を披露するシーンもある。劇中に出演している殺陣集団・剱伎衆かむゐに所属するつるのの従兄弟が殺陣師を担当した。

## 収録曲

### 通常盤

#### CD
1. メダリスト
  - 作詞：つるの剛士、作曲：藤本孝則、編曲：鈴木Daichi秀行

フジテレビ系『柔道世界選手権2010 東京』テーマソング。
2. 新しい明日へ
  - 作詞：遠藤幸三、作曲・編曲：真崎修

日本テレビ系『TheサンデーNEXT』2010年10・11月エンディングテーマ。

#### DVD
「メダリスト」のミュージックビデオと、そのメイキング映像。
1. メダリストMV
2. メダリストMVメイキング

### 期間限定盤

#### CD
1. メダリスト
2. 新しい明日へ
3. 1stアルバム先行試聴トラック from「BPR5000 presents つるロックフェス2010 SPECIAL!!!」
約14分のボーナストラック。かつてパーソナリティを務めていたラジオ番組『BPR5000』が2010年8月に『BPR5000 presents つるロックフェス2010 SPECIAL!』として単発で復活した生放送の音源から、「2010年10月に発売されるアルバムのタイトルをリスナーが考える」という企画部分を抜粋・編集したもの。